# Habsburško-turski rat 1663. – 1664.
Habsburško-turski rat (1663. – 1664.) ili Četvrti habsburško-turski rat bio je kratki rat između Habsburške Monarhije i Osmanskog Carstva. Osmanski cilj je bio napredovanje u srednjoj Europi, osvajanje Beča i pokoravanje Austrije. Međutim, habsburška vojska pod Rajmundom Montecuccolijem uspjela je u Monošterskoj bitki (ili bitki kod Saint Gottharda) zaustaviti osmansku vojsku na putu za Beč i uništiti je, dok je druga habsburška vojska pobijedila Turke kod Lévica. Unatoč ovim ozbiljnim osmanskim porazima, rat je za njih završio prilično povoljnim Vasvárskim mirom.
Rat je bio borba između Habsburške Monarhije, Ugarske i Hrvatske protiv Osmanskog Carstva, oružanom intervencijom Svetog Rimskog Carstva, Rajnske alijanse koju su osnovali sjevernonjemački knezovi, zatim Francuske, Poljske i dr. Na sultanovoj strani sudjelovala je također Kneževina Transilvanija, iako s beznačajnim silama. Svojim trupama sultana su podržavali vjerni rumunjski knezovi i Krimski Tatari. 

## Uvod
Moćno Osmansko Carstvo započelo je lagani pad tijekom 17. stoljeća. Vladari nakon Sulejmana Velikog su sve teže kontrolirali ogromna osvojena područja, koje su upropastili čak i osmanska pljačka i snažni porezi. S tim u vezi može se posebno istaknuti visoka razina eksploatacije na kožarnicama. Kako je stanovništvo opadalo, bilo je manje poreza, a unutarnji bljeskovi (poput pobune janjičara) umanjili su snagu carstva. Dosta poraza, poput onih kod Lepanta, natjeralo je Turke da temeljito preispitaju svoje poglede na vlastiti vojni potencijal. Njihova osvajanja na rubovima carstva, poput Mađarske, nisu se mogla čvrsto kontrolirati poput Balkana.
Osmanska vojska, koja je do tada bila najučinkovitija borbena sila, bio je jedan od razloga propadanja carstva. Masa neobrazovane, slabo opremljene pomoćne trupe srušila se u ogromnu, neformalnu masovnu vojsku, umanjivši njihovu udarnu silu. Pomoćne trupe nisu imale organiziranu zapovijed, pa je njihova neorganiziranost i bezglavost narušavala red i disciplinu čak i u redovnim postrojbama. Dok se zapadno vatreno oružje i dalje razvijalo, osmanska industrija oružja nastavila je proizvoditi staru vrstu oružja s malim oružjem. Taj nedostatak nije riješilo ni oružje dobiveno u pljačkama.
Hrvatski ban Nikola Zrinski Čakovečki pozvao je na uspostavu stalne mađarske vojske koja će se sastojati od pješaštva i konjaništva. Htio je dobiti palatinski ured kako bi lakše postigao svoj cilj, ali habsburški dvor nije volio mađarski plan ujedinjenja, pa nije doprinio tome. Osim toga, osmansko je pitanje malo brinulo Habsburgovce, koji su bili više zaokupljeni svojim zapadnjačkim poslovima. Njihovim glavnim neprijateljem smatrala se Francuska, koja nastoji upasti u njemačke i talijanske teritorije. Habsburgovci su također imali imanja na ovim prostorima. Od 1648. nadalje, od kada je sklopljen Vestfalijski mir, postalo je jasno da će carska vlast formalno prevladati nad Njemačkom, bilo manjom 360 princezom, vojvodstvom, biskupijom, nadbiskupijom ili gradskom državom, što je Habsburgovcima onemogućilo da tamo izvrše svoje napore za centralizaciju. Njihova imanja razbacana po cijeloj Europi legla su na mjestu sukoba različitih sila od kojih se očekivalo da ih iskoriste. U skladu s tim, Austrija je inzistirala spazmodalno i sigurno besmisleno, jer su se pokrajine koje pripadaju njezinom neposrednom teritoriju i Kraljevina Ugarska pokazale mnogo važnijima, prije svega s gledišta opskrbe središnjim dijelovima zemlje i drugih strateških aspekata. Mnogo bliže ovima ležao je još jedan neprijatelj Habsburgovaca, Osmansko Carstvo, što je predstavljalo izravnu prijetnju njegovom sjedištu, Beč, pa je Mađarska bila sukobljeno područje koje je štitilo sjedište. Međutim, važnost nasljednih pokrajina i Mađarske nisu prepoznali habsburški vladari do sredine 18. stoljeća. 
Uzrok ovog rata bila je invazija na Poljsku 1658. godine od princa Györgya II. Rákóczyja iz Transilvanije, bez dopuštenja Porte. Transilvanija je nakon bitke kod Mohača 1526. godine priznala osmansku vlast i plaćala danak Porti, a zauzvrat su dobili političku i vjersku autonomiju. Čuvši za neovlašteni rat Rákóczyja, Osmanlije su objavile rat svom vazalu. Nedugo zatim Veliki vezir Köprülü Mehmed paša pobijedio je Rákóczyja i osvojio Transilvaniju. Novi 20-godišnji transilvanski princ János Kemény pobjegao je u Beč tražeći austrijsku pomoć. Car Leopold I., ne želeći da Transilvanija padne pod izravnu osmansku kontrolu, naređuje prisilnu ili nepoželjnu mobilizaciju, te šalje Montecuccolia u Ugarsku s malom vojskom.
U međuvremenu, radi oslobađanja Hrvatske i Mađarske, Nikola Zrinski od 1661. godine daje sve od sebe kako bi započeo novi austro-osmanski sukob organizirajući prepade na osmansko područje iz svog novog uporišta, Novog Zrina (mađarski: Zrínyiújvár). Već je 1660. godine Nikola Zrinski htio napasti Veliku Kanižu, ali to mu je zabranilo dvorsko Ratno vijeće. Dvorac je bio koristan samo zato što je štitio austrijske teritorije od osmanskih racija, blokirao veze s Kanižom i dobro se uklapao u sastavni dio obrambenog sustava, pa čak i dugoročno spriječio osmasnku invaziju na Italiju. U blizini poplave Drave bio je ugrožen obližnji Legrad, a budući da je Novi Zrin ležao u blizini, lako je mogao preuzeti svoju ulogu. Zrínski je vjerovao da bi on mogao biti važna baza za kasnije osamsnke borbe.
Napadi i prisustvo Montecuccolijeve vojske Osmanlije su prekinule status quo s Bečem, koji je između njih postojao od 1606. godine.

## 1663.
Rat je pogodio Habsburšku Monarhiju u najgorem trenutku. Prije osmanske ratne poruke 1662. godine, ozbiljni neredi zahvatili su nekoliko dijelova zemlje, što je na nekim mjestima dovelo do ustanka. Beč je morao prihvatiti francusku i njemačku pomoć jer se snaga carske i mađarske vojske, kao i njemački kontingenti, pokazala nedovoljnom protiv osmansko-turskog ratnog stroja. Upravo je vojska bila razoružana, smanjena za pet pukovnija koje su se nalazile u Španjolskoj ili Italiji. Španjolski monarh Filip IV., s papom Aleksandrom VII. nije pružio ni financijsku ni vojnu pomoć. Prihvaćanjem pomoći od suparnice Francuske, između ostalog je prouzročilo austrijski gubitak prestiža.
U ljeto 1663. godine, osmanska vojska jača više od 100.000 pod velikim vezirom Fazıl Ahmed-pašom Ćuprilićem ušla je u austrijski dio Mađarske i u rujnu osvojila grad Érsekújvár (Nové Zámky). Neredi su izbili u nekoliko dijelova Mađarske, jer nisu bili u stanju održavati vojsku i pokušali su pomoći dijelom ili pljačkom.
Habsburški zapovjednik Montecuccoli imao je samo svojih 12.000 ljudi i 15.000 ugarsko-hrvatskih trupa Nikole Zrinskog da se suprotstave Turcima. Podignuta je vojska od 30.000 bavarskih, brandenburških i saksonskih trupa. Čak je i Leopoldov najveći neprijatelj Luj XIV. iz Francuske poslao vojni korpus od 6000 vojnika. Osmanska i krimskotatarska konjica koja se borila na selu pokušala su zastrašiti lokalno stanovništvo svojim pljačkaškim napadima kako bi se oni ipak predali sultanu. Protunapadima Zrinskog postignut je suprotan učinak i prema njemu je odigrao veliku ulogu u činjenici da plan Velikog vezira nije postigao svoj cilj u Mađarskoj. Wesselényi ga je također opisao kao "hrvatskog bana-viteza, jedinu mađarsku zaštitu i nadu u Mađarskoj".
Padom Nové Zámkya Turci su probili jaz na obrambenoj liniji Nové Zámky – Komárom – Nitra - Győr, preko koje su mogli krenuti prema Beču. Ali borbe su trajale dovoljno dugo, pa Köprülüov pokušaj osvajanja Mađarske i postavljanje Mihaela Apafija kao kralja nije uspio, iako su osmanske i krimskotatarske vojske opustošile dolinu Váh i napale Moravsku, uzevši 12.000 zarobljenika.
Jedna od većih bitaka za utvrdu Novi Zrin odvijala se 13. kolovoza 1663. godine, kada je na nju nasrnulo oko 6.000 Osmanlija. Nikola, koji je osobno vodio hrvatske obrambene postrojbe, uspio je neprijatelja odbaciti i kasnije ga natjerati da se povuče. Tog kolovoza Turci su još u dva navrata pokušali osvojiti utvrdu, ali bez uspjeha. Do bitke za Novi Zrin ponovno je došlo 17. studenoga 1663. godine, čiji ishod je opet bio povoljan za hrvatske branitelje. 
Jedan krak općeg prodora bio je usmjeren i protiv Gacke. Na nju je u listopadu s otprilike osam tisuća vojnika navalio hercegovački sandžakbeg Ali-paša Čengić, brat tadašnjeg namjesnika (valije) Bosanskog elajeta Ismail-paše Čengića, ali ga je Petar Zrinski potukao nedaleko od Otočca (Jurjeve Stijene) sa svojih 2.500 ljudi. Premda je Europa brujala o veličanstvenoj pobjedi, uskogrudnost, zavist i sitni interesi vrhovnog zapovjednika Vojne krajine generala Ivana Herberta Auersperga poništili su učinke pobjede: Zrinskog je tužio zbog neposluha, pa je Zrinski bio prisiljen predati ratni plijen i zatočenike.

## 1664.
Početkom 1664. godine carska je vojska podijeljena na tri korpusa: Na jugu je bilo 17.000 mađarsko-hrvatskih trupa pod zapovjedništvom Nikole Zrinskog. U središtu je glavna vojska Montecuccolija, jake 28.500 muškaraca, a na sjeveru oko 8500 ljudi pod generalom Jean-Louisom Raduitom de Souchesom. Bilo je oko 12.500 muškaraca u pričuvi za obranu tvrđava. Ova vojska od 66.500 muškaraca nije bila ujedinjena, jer su razlike u mišljenjima zapovjednika bile vrlo jake, posebno kod Zrinskih.
Dana 21. siječnja mađarske i hrvatske trupe, iskorištavajući zimu kada osmanska vojska nije mogla rasporediti veće snage, napale Južno Podunavlje pod vodstvom Zrinskoga i von Hohenlohea (ukupno 24-25 tisuća vojnika). Zauzeti su brojni dvorci, poput Berzencea i Babócse, pa je 28. siječnja osvojen Pečuh. Dva dana kasnije Zrinski i Esterházy uputili su se u Osijek na čelu hrvatsko-mađarske konjice, gdje je na Dravi stajao važan osječki most koji je povezivao mađarsku i hrvatsku okupaciju i napunio ih. Most je gotovo potpuno izgorio u prašinu u dva dana. Kampanja je završila spektakularnim uspjehom, što je priznao i Leopold, a francuski je monarh Zrinskog nagradio s 10.000 talira, dok je španjolski kralj darovao Zrinskom orden "viteza zlatnog runa".
Nastala je duža stanka u vojnim operacijama jer je Ratno vijeće oklijevalo, ne dajući dopuštenje za opsadu Kaniže. Da su krenuli što prije, možda bi je uspjeli zauzeti, jer je osmanska vojska još bila nespremna, a dvorac je bio odsječen od osvajanja u osječkoj kampanji. Dopuštenje za napad izdalo je Ratno vijeće tek u ožujku. Napad na Kanižu predvodili su Zrinski i von Hohenlohe. Kršćanska vojska od 20.600 muškaraca. Opsada je započela 21. travnja napadom von Hohenlohea sa zapada, a general Pietro Strozzi i Zrinski približili su se s istoka. Opsada je trajala do 30. svibnja. Kad je kršćansko vodstvo krenulo u odlučni napad, Ahmed Köprülü je ih pobijedio, jer je Veliki vezir uspio sagraditi pontonski most preko Drave umjesto uništenog osječkog mosta.

#### Opsada Novog Zrina
Dana 2. lipnja 1664. godine velika osmanska vojska, brojala je do 100.000 muškaraca (neki izvori spominju još puno više), uključujući oko 40.000 osmanskih i 30.000 krimskotatarskih boraca, koje je osobno predvodio Veliki vezir Köprülü, kretala se iz Carigrada na sjeverozapad i približavajući se Novom Zrinu (kasnije se borio u bitci kod Saint Gottharda 1. kolovoza 1664.). Branitelji Novog Zrina sastojali su se uglavnom od hrvatskih i njemačkih vojnika (ukupno oko 3.000 muškaraca), dok je glavnina habsburške vojske (30.000 muškaraca), smještena u logoru blizu Saint Gottharda, čekala rezultat bitke. 
Dana 5. lipnja 1664. godine Köprülü je naredio opsadu i kontinuirane napade na dvorac. Nakon nekoliko tjedana borbe, iscrpljeni branitelji primili su samo neznatna pojačanja iz careva sjedišta, Turci su uspjeli iskopati lagume ili tunele, ispod bastiona i zapalili barut kako bi ih raznijeli. Dana 7. srpnja 1664. jake eksplozije uništile su neke dijelove zidova stvarajući velike rupe. Agresori su zbog toga požurili i prodrli u dvorac. 
Preživjeli hrvatski branitelji bili su prisiljeni povući se iz dvorca i napustiti područje rijeke Mure. Osmanski zapovjednici dali su naredbu svojim vojnicima da u potpunosti sruše Novi Zrin do temelja, a zatim su s cijelom vojskom krenuli dalje prema sjeveru, prvo ka Kaniži, a zatim prema Svetom Gotthardu.

## Bitka kod Saint Gottharda
Nakon osvajanja Novog Zrina, osmanska glavna vojska krenula je prema Beču, ali ga je Montecuccolijeva vojska zaustavila na rijeci Rabi između Mogersdorfa i opatije Szentgotthárd. Turci su u jednom trenutku pokušali prijeći rijeku Rabu svojom uobičajenom, ali zastarjelom taktikom iako su htjeli samo 2. kolovoza nanijeti kršćanima udarac. Nakon nekoliko protunapada, kršćani su odbili Turke bilo u sedmosatnoj borbi, koji su poraženi na pogrešnom terenu i nekim taktičkim prekršajima, ostavljajući 20.000 mrtvih na bojnom polju. Vijest o trijumfu proputovala je Europom i napunila narode pod osmanskom vlašću s velikom nadom.
Na sjeveru Mađarske vojska de Souchesa je ostvarila nekoliko manjih pobjeda protiv Küçük Mehmed-paše. Najvažnija u tim pobjedama bila je opsada Léva.

## Vašvarski mir
Samo devet dana kasnije, 10. kolovoza 1664. godine, potpisan je Vašvarski mir, primirje koje će trajati 20 godina. Unatoč austrijskoj pobjedi kod Saint Gottharda, osmanska je kontrola nad Transilvanijom i Érsekújvárom priznata, a Austrijsko je Carstvo pristalo platiti 200.000 talira ratne odštete Osmanskom Carstvu, koja nikada nije dostavljena na vrijeme. Novi Zrin je trebao biti uništen. S druge strane, Osmanlije su pristale poslati godišnji 'poklon' Austrijancima.
Glavni čimbenik u odluci Habsburgovaca bila je francuska prijetnja mnogo vrijednijim imanjima u Nizozemskoj, Njemačkoj i Italiji. Štoviše, carski ratni napori izgubili su određeni zamah nakon pobjede Saint Gottharda, jer su se Francuzi povukli iz koalicije, dok su se ostali njemački knezovi oklijevali napredovati dalje na istok. Dakle, Austrijanci nisu vjerovali da mogu osloboditi cijelu Mađarsku i nisu bili voljni ostaviti francuska osvojena područja bez nadzora nekoliko mađarskih utvrda. 

## Posljedice
Hrvatska i Ugarska nisu priznale taj dogovor s nevjerojatno lošim uvjetima da Turci mogu zadržati sve što su do početka rata osvojili, a kako im je Beč podlom politikom onemogućio zakonito izboriti se za svoja prava, nije bilo druge hrvatskim i ugarskim vođama nego udružiti se, te ostvariti svoja prava pobunom. Istodobno, sve su više jačale centralističke i germanizatorske težnje Habsburgovaca na štetu staleškog položaja hrvatskoga i mađarskog plemstva.
Nakon sklapanja mira, Turci su još jednom skrenuli pozornost na rat s Mlečanima i njihovim saveznicima, koji je završio 1669. godine: Kreta je okupirana, a Mletačka republika više nije bila dominantna sila na Mediteranu i Jadranu. Godine 1672. Turci su krenuli u rat protiv Poljske, zauzevši Podolju i dijelove Ukrajine, dosegnuvši tako svoj najveći doseg do danas. Otada ga je karakterizirao samo gubitak teritorija; Poljaci su samo godinu dana kasnije ponovno osvojili ukrajinske teritorije. 
Mir se zapravo održavao 20 godina sve dok Osmanlije nisu drugi put 1683. godine napali Beč i bili izbačeni iz Mađarske u sljedećem Velikom turskom ratu. 